# Aniuta
Aniuta is een geslacht van vlinders van de familie sikkelmotten (Oecophoridae), uit de onderfamilie Oecophorinae.

## Soorten
- A. melanoma Clarke, 1978
- A. ochroleuca Clarke, 1978